# 久追遥希
久追 遥希（くおう はるき）は、日本のライトノベル作家。

## 概要
中学2年生の時にライトノベルにハマり、以後、執筆活動などにも励んでいるという。
2017年の第13回MF文庫Jライトノベル新人賞では『クロス・コネクト』が佳作を獲得し、デビューを果たした。
「KADOKAWA ライトノベルEXPO2020」ではWEBサイン会に参加している。

## 作品
- クロス・コネクト （イラスト：konomi（きのこのみ）、MF文庫J〈KADOKAWA〉、全4巻）[6]
- ライアー・ライアー （イラスト：konomi、MF文庫J〈KADOKAWA〉、全16巻）[7]
- 黒幕ゲーム 学園の黒幕ですが完全犯罪で世界を救ってもいいですか?（イラスト：たかやKi、MF文庫J〈KADOKAWA〉、既刊2巻）[8]
- 謎解き勇者の精霊無双1 〜大図書館で本ばかり読んでいたら世界最強の勇者になりました〜（イラスト：緒方てい、MF文庫J〈KADOKAWA〉）[9]
- ム責任集合体（イラスト：かやはら、原作：マサラダ、MF文庫J〈KADOKAWA〉）[10]